# سليانة
سليانة، مدينة تونسية تقع في إقليم الشمال الغربي وفيها يقع مقر ولاية سليانة. تقع المدينة على بعد عشرة كيلومترات من موقع معركة زاما [بحاجة لمصدر] التي جمعت القرطاجيين بقيادة حنبعل والرومان بقيادة شيبيو الإفريقي في إطار الحرب البونيقية الثانية.
تبعد سليانة عن تونس العاصمة ب 127 كم و القيروان ب 93 كم و سوسة ب 156 كم
و بنزرت ب 190 كم و نابل ب 157 كم و صفاقس ب 225 كم.

## التاريخ
ترتبط تسمية سليانة بسهل سليانة الذي عرف استقرار قبيلة أولاد عون والتي انتشرت أيضا في المناطق الجبلية المحيطة بالسهل ويعود بروز مدينة سليانة في موقعها الحالي إلى الفترة الاستعمارية وبالتحديد إلى سنة 1905 عندما ظهر مقسم هنشير عبان وقد صدر أمر بذلك بتاريخ 24 أفريل 1909 والذي يعرف بطابعه المعماري العصري، ظهرت مدينة سليانة كمركز حضري يشع خاصة على المناطق الريفية ويوفر مجموعة من الخدمات الإدارية والتجارية وتضم النواة البشرية الأولى الجاليات الأوربية كالفرنسيين والإيطاليين والمالطيين إلى جانب جالية يهودية وجالية جزائرية كما نجد مجموعة من الجالية التونسية التي تزايد عددها بعد قرار 6 سبتمبر 1945 الذي ينص على إحداث بلدية سليانة التي أشرف على تسييرها مجلس بلدي برئاسة الفرنسي * بيار سنتاكس *. إثر الاستقلال تدعم دور مدينة سليانة الإداري والاقتصادي وبرزت كقطب بعد إحداث ولاية سليانة سنة 1974. تقع المدينة في منطقة التل الأعلى التي تفصل الوسط عن الشمال الغربي.
شاركت مدينة سليانة مبكرا في الثورة التونسية وذلك بعد 3 أيام من إحراق بوعزيزي لنفسه كما شهدت في أفريل من 1990 انتفاضة أخمدها القمع الأمني وكانت أول تحرك شعبي ضد نظام بن علي في كامل البلاد التونسية.
شهدت سليانة في نوفمبر 2012 أحداث عنف بوليسي نادت على إثرها منظمة العفو الدولية بإيقاف العنف وفتح تحقيق. كما نادت عديد الأطراف السياسية في البلاد لإستقالة الحكومة المحسوبة على حركة النهضة وعدم ترشحها لانتخابات قادمة.

## السكان
يعود غالبية سكان مدينة سليانة الحديثة إلى قبائل عربية استوطنت موقع هنشير عبان إثر الزحف الهلالي وأيضا أقلية أصولها أمازيغية من قبائل مجاورة استقرت بالمدينة ويبلغ سكان بلدية سليانة 31251 نسمة.
تشهد مدينة سليانة توسعا عمرانيا هاما منذ بداية التسعينات إذ تعتبر المدينة الوحيدة التي تجاوز عدد سكانها أكثر من الضعف في غضون عقدين من بين مدن الشمال الغربي وذلك نتيجة النزوح الريفي ووفود السكان من المعتمديات المجاورة.

## الاقتصاد

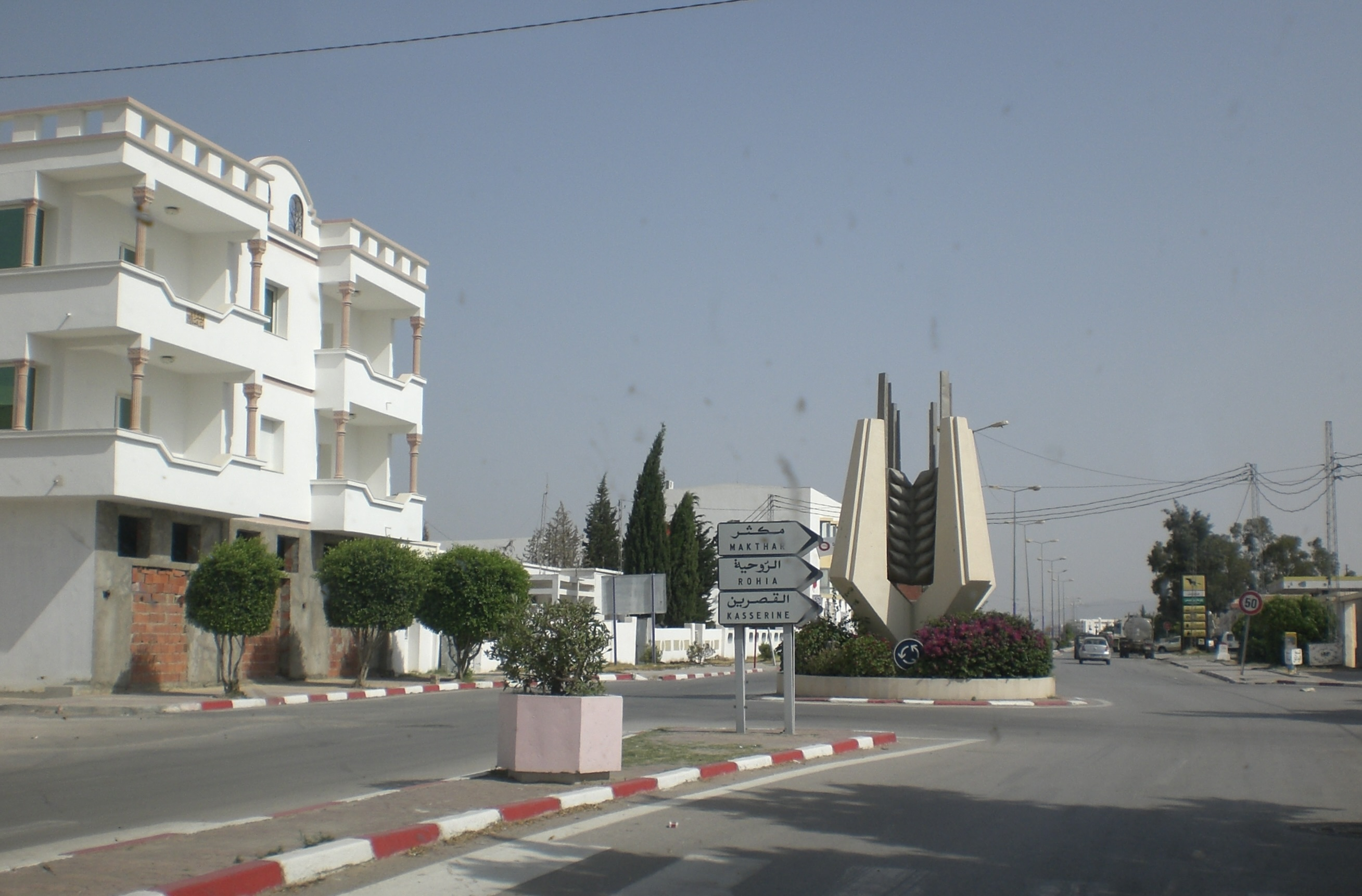
رمز مدينة سليانة

يرتكز النشاط الاقتصادي للمدينة أساسا على الفلاحة . وتضم مدينة سليانة منطقة صناعية حديثة العهد بها معامل للنسيج ومصنع الكوابل دركسلماير الذي يشغل 4000 عامل.
و تشهد المدينة نشاطا تجاريا ملحوظا يوم السوق الأسبوعي ( سوق الملابس والخضر، سوق السيارات والآلات الفلاحية، سوق الأثاث المستعمل ) وذلك يوم الأربعاء وسوق الدواب وذلك يوم الخميس .

## الرياضة
ينشط في المدينة فريق إتحاد سليانة الذي تأسس سنة 1955 وينتمي النادي إلى الرابطة التونسية المحترفة الثانية لكرة القدم كما يوجد في المدينة نادي للجمباز ويعرف باسم المستقبل الرياضي بسليانة وهو من أعتى الفرق الوطنية ومن بين الأكثر تتويجا خاصة في السنوات الأخيرة.

## التعليم
يوجد بمدينة سليانة المعهد العالي للدراسات التكنولوجة ومعهد عالي للفنون والحرف إضافة إلى ثلاث مدارس إعدادية أحدها نموذجي وثلاث معاهد ثانوية ومركز قطاعي لتكوين مهن الخدمات ومركز تكوين مهني للحرف .

## أحياء المدينة
تتكون مدينة سليانة من عدة أحياء :
| - حي الأنس. - حي الرياض 1. - حي الرياض 2. - حي فرحات حشاد. - حي المنجي سليم (جلاص). | - حي الجمهورية. - حي الفردوس. - حي النور (عبان). - الحي الصناعي. - حي البريد. | - حي النزهة. - حي الفلاحة. - حي المسكية. - حي البساتين. - حي الصلاح. | - حي الطيب المهيري. - حي الزهور(قاع المزود). |

## أعلام مدينة سليانة
من أعلام مدينة سليانة:
- العلامة والمؤرخ أحمد بن أبي الضياف صاحب الكتاب الشهير إتحاف أهل الزمان بأخبار ملوك تونس وعهد الأمان.
- الفنان الهادي الجويني
- الشيخ سيدي عمر عبادة العياري دفين القيروان
- عالم النازا محمد الأوسط العياري
- الشيخ الإمام المازري
- القاضي محمد الصالح العياري
- المصمم العالمي عز الدين علية
- المدرب الرياضي الكابتن خالد حسني
- السياسي حمة الهمامي
- عميد المحامين عبد الستار بن موسى.